# Rives-de-Boutonne
Rives-de-Boutonne è un comune francese di 422 abitanti situato nel dipartimento della Charente Marittima nella regione della Nuova Aquitania. È stato istituito il 1 gennaio 2025 dalla fusione dei precedenti comuni di Nuaillé-sur-Boutonne e Saint-Georges-de-Longuepierre.